# 朱琦 (道光十五年进士)
朱琦（1803年—1861年），字濂甫，号伯韩，清朝广西桂林府临桂县（今广西桂林市）人。
道光十五年（1835年）进士，选庶吉士，授编修。以气节自励，升任为御史，候选道。鸦片战争后，多次上疏切论时务，著《名实说》，指出当时社会名实相悖状况，屡上疏切论时务，以抗直闻名，称为名御史。道光二十六年（1846年）告归。咸丰年间，在乡治办团练以抗太平军，以全家保举张国梁。咸丰八年（1858年）入浙江巡抚王有龄幕府，参赞军事。咸丰十一年（1861年）以道员总理团练局，太平军攻杭州，城破身死。封骑都尉世职。能诗文，宗桐城派，著有《怡志堂文集诗集》《台垣奏议》。